# 이화장길
이화장길(梨花莊길, Ihwajang-gil)은 서울특별시 종로구 연건동 218-1에서 동숭동 187-4까지를 잇는 도로이다. 도로명은 이승만의 사저인 이화장에서 유래했다.

## 역사
- 2010년 7월 2일 : 종로구 도로명 주소 고시

## 주요 경유지
서울특별시
- 종로구 (연건동 - 이화동 - 동숭동)

## 노선
| 교차로 | 접속 노선 | 소재지 | 소재지 | 비고             |
| ------ | --------- | ------ | ------ | ---------------- |
|        | 대학로    | 종로구 | 이화동 | 교차로 이름 없음 |
|        | 동숭길    | 종로구 | 이화동 | 교차로 이름 없음 |

## 부속도로
- ● : 전 구간 해당
- ▲ : 일부 구간 해당
- ✖ : 해당 없음

| 도로명      | 기점        | 종점         | 총연장 (m) | 차량 통행 가능 | 일방통행 | 소재지 | 소재지 |
| ----------- | ----------- | ------------ | ---------- | -------------- | -------- | ------ | ------ |
| 이화장1길   | 이화동 82-4 | 이화동 2-2   | 227        | ●              | ✖        | 종로구 | 이화동 |
| 이화장1가길 | 이화동 61-3 | 이화동 28-43 | 119        | ▲              | ✖        | 종로구 | 이화동 |
| 이화장1나길 | 이화동 3-5  | 이화동 9-631 | 196        | ✖              | ✖        | 종로구 | 이화동 |
| 이화장2길   | 이화동 40-4 | 동숭동 201-5 | 271        | ●              | ✖        | 종로구 | 이화동 |